# Bossey
Bossey település Franciaországban, Haute-Savoie megyében. Lakosainak száma 947 fő (2022. január 1.). Bossey Collonges-sous-Salève, Étrembières és Monnetier-Mornex községekkel határos.

## Népesség
A település népességének változása:
| Lakosok száma | 868  | 957  | 1015 | 1018 | 1031 | 1042 | 1010 | 979  | 947  |
|               | 2013 | 2015 | 2016 | 2017 | 2018 | 2019 | 2020 | 2021 | 2022 |